# Nils H. Magnusson
Nils Harald Magnusson, född 15 januari 1890 i Filipstads församling, Värmlands län, död 28 september 1976 i Stockholm, var en svensk mineralog, geolog och professor.

## Biografi
Magnusson avlade studentexamen 1908 i Göteborg och filosofisk ämbetsexamen vid Göteborgs högskola 1913. Han var anställd som lärare vid Mjölby samskola 1910–1912 och vid Mora folkhögskola som 1:e lärare 1913–1916.
Nils H. Magnusson blev amanuens i mineralogi vid Stockholms högskola 1917 och var från 1918 verksam vid Sveriges geologiska undersökning (SGU). Han blev filosofie licentiat samt biträdande geolog vid SGU 1919 och disputerade för filosofie doktorsgraden vid Stockholms högskola 1925 på avhandlingen Persbergs malmtrakt och berggrunden i de centrala delarna av Filipstads bergslag. Han blev tillförordnad statsgeolog 1927 och senare samma år även docent i petrologi och malmgeologi vid Stockholms högskola, statsgeolog 1930, professor i mineralogi och geologi vid Kungliga Tekniska högskolan 1942 samt 1951 överdirektör och chef för SGU, en befattning han lämnade 1958.
Åren 1951–59 var Magnusson dessutom ledamot av direktionen för statens geotekniska institut samt av Meteorologiska och hydrologiska rådet. Åren 1954-60 var han ordförande i nationalkommittén för geodesi och geofysik. Han blev ledamot av Vetenskapsakademien 1946, av Fysiografiska sällskapet i Lund 1950 samt av Ingenjörsvetenskapsakademien 1951. Han var även ledamot av Norske Vitenskaps-Akademie, Geological Society of London samt korresponderande och hedersledamot av andra utländska vetenskapliga sällskap. År 1945 tilldelades han Rinmanmedaljen av Jernkontoret och 1961 tillsammans med Per Geijer Brinellmedaljen av Ingenjörsvetenskapsakademien.

## Familj
Magnusson var son till handlanden Johan Magnusson och Johanna, född Nilsson. I oktober 1931 gifte sig Magnusson i Grängesberg med Emma Sylvia (Vivan), född Larsson 1907. Hon var dotter till redaktör David Algot Larsson och Emma Kristina Grufman.

### Webbkällor
- Bergshanteringen i Filipstads Bergslag